# Gran incendi de Londres
|  | Per altres Incendis a la ciutat de Londres vegeu Incendi de Londres |

El Gran incendi de Londres va ser un incendi molt important que va cremar en diversos barris del centre de Londres entre el 2 i el 5 de setembre de 1666. El foc va destruir la City de Londres situada dins la muralla romana i va amenaçar durant dies la Ciutat de Westminster, el Palau de Whitehall i molts barris marginals dels afores. Va destruir al voltant de 13200 cases, 87 esglésies i la Catedral de Sant Pau així com molts edificis senyorials. S'estima que va destruir les cases de 70.000 dels 80.000 habitants que tenia la City aleshores. El nombre de víctimes és difícil de conèixer però tradicionalment s'ha estimat com a molt baix i només es van registrar sis morts, perquè les flames s'estenien molt lentament. Aquesta xifra, però, ha estat posada en dubte perquè no es van registrar les morts de les persones pobres o de classe mitjana i perquè la violència de l'incendi va deixar moltes víctimes calcinades impossibles d'identificar.
El foc va començar al forn de Thomas Farriner (o Farynor) a Pudding Lane, pocs minuts després de la mitjanit del 2 de setembre i es va estendre ràpidament cap a l'oest. L'ús de tècniques avançades d'extinció d'incendis com els tallafocs mitjançant la demolició de cases no va ser prou ràpid degut a la indecisió de l'alcalde de la City de Londres, Sir Thomas Bloodworth i quan es van començar a aplicar, l'incendi ja s'havia convertit en una tempesta de foc que va deixar sense efecte aquestes mesures. El foc es va escampar cap al nord el dia 3, en direcció al centre de la City i es van registrar diversos aldarulls al carrer mentre s'estenien també els rumors maliciosos d'estrangers que provocaven incendis de forma intencionada. Diversos grups d'immigrants, particularment francesos i holandesos que s'havien enfrontat a Anglaterra durant la Segona guerra Anglo-Holandesa, van ser víctimes de linxaments. El dia 4 les flames es van estendre per bona part de la City, destruint la Catedral de Sant Pau, travessant el riu Fleet i amenaçant la cort reial al Palau de Whitehall. Es van coordinar diversos fronts d'extinció que, amb l'ajut de les condicions meteorològiques, van aconseguir controlar l'incendi a partir del dia 5. La Torre de Londres es va salvar de les flames perquè es van crear a temps diverses barricades amb l'ajut de pólvora.
Els problemes socials i econòmics creats pel desastre van ser devastadors. El rei Carles II d'Anglaterra que temia una revolta dels sense sostre va incentivar-ne el trasllat fora de la ciutat. Malgrat que es van presentar diverses propostes innovadores, la ciutat es va reconstruir essencialment amb el mateix traçat de carrers.
A partir d'aquell fatídic incident les cases es van deixar de construir amb fusta i es va començar a utilitzar el totxo de pedra vist, molt característic d'aquesta zona actualment.

## Londres a la dècada de 1660

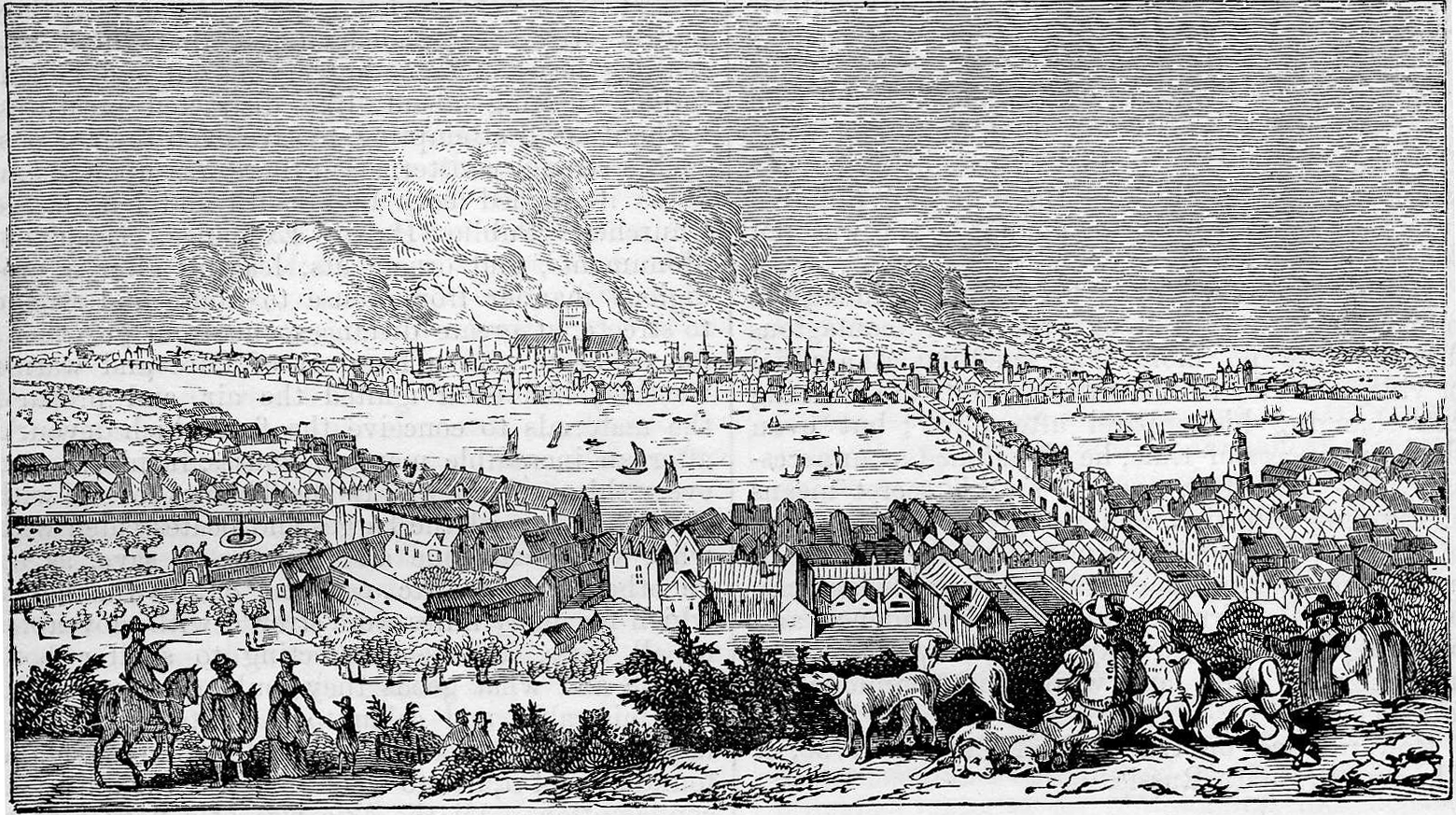
Gravat de finals del del gran incendi (Robert Chambers).

Durant la dècada de 1660, Londres era de llarg la ciutat més gran de la Gran Bretanya, amb una població estimada de 500.000 habitants. Comparant Londres amb el París de l'època barroca, l'escriptor John Evelyn la va definir com "una congestió de cases de fusta no-artificials al nord" i va expressar preocupació pel perill que això representava en cas d'incendi. Quan parlava de "no-artificial", Evelyn es referia a un traçat urbà no planificat, víctima d'un creixement orgànic sense regular. En efecte la City de Londres, que havia estat un assentament romà durant quatre segles, s'havia superpoblat dins la seva muralla defensiva i havia crescut per incloure barris extramurs com Shoreditch, Holborn o Southwark fins a arribar a connectar amb la Ciutat de Westminster, que en aquell temps era independent.
Al final del segle xvii, la City pròpiament dita (l'àrea delimitada per la muralla i el riu) era només una petita part de la ciutat, llar de 80.000 londinencs, aproximadament una sisena part del total. La muralla estava rodejada per diversos suburbis on vivien la majoria de londinencs. La City era com avuí el centre comercial de la ciutat, el mercat més important i el port amb més activitat, dominat pel comerç i la manufactura. L'aristocràcia defugia la ciutat i vivien o bé al camp (més enllà dels suburbis) o al districte de Westminster (actual West End), on s'aixecava el Palau de Whitehall, seu de la cort reial. Els habitants més benestants preferien viure lluny del tràfic, la brutícia i la contaminació de la ciutat, especialment d'ençà de la plaga de pesta bubònica de 1665, coneguda com la Gran plaga que va matar més de 100.000 persones.
Les relacions entre la City i la Corona eren molt tenses. Durant la Guerra Civil Anglesa (1642-51) havia estat un bastió del republicanisme, i degut a la seva vitalitat econòmica encara era de fet una amenaça potencial per Carles II, tal com s'havia demostrat en diversos aixecaments antimonàrquics a principis de la dècada de 1660. Els magistrats de la City eren de la generació que havia lluitat en la guerra, i estaven fortament condicionats per com l'intent del seu pare Carles I havia desembocat en el conflicte. Estaven decidits doncs a aplacar qualsevol tendència similar per part del seu fill, i quan es va declarar l'incendi van rebutjar les ofertes reials de soldats i recursos. Fins i tot en aquesta situació desesperada, el fet de veure els impopulars soldats reials organitzats per la City hauria estat dinamita política. Quan el les forces reials van assumir el lideratge, vista la ineficàcia de l'alcalde de la City, el foc ja es trobava fora de control.

## Desenvolupament de l'incendi

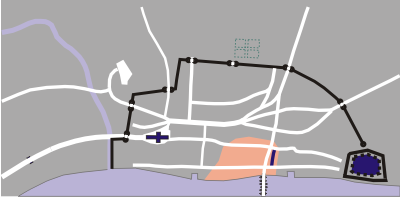
Danys causats pel foc el 2 de setembre.

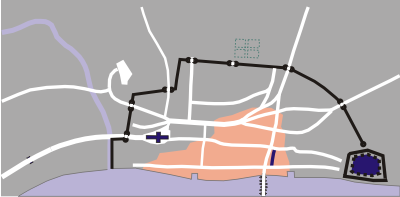
Danys causats pel foc el 3 de setembre.

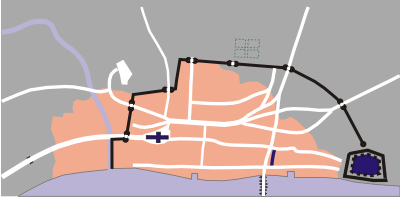
Danys causats pel foc el 4 de setembre (el foc no es va estendre significativament el dia 5).

Les experiències personals de molts londinencs durant l'incendi es recullen en cartes i memòries. Els dos cronistes més famosos de la Restauració, Samuel Pepys (1633-1703) i John Evelyn (1620-1706), van registrar els esdeveniments i les seves pròpies reaccions dia a dia, i van fer grans esforços per mantenir-se informats del que estava succeint en tota la ciutat i més enllà. Per exemple, els dos van viatjar a la zona del parc de Moorfields al nord de la ciutat dimecres, el quart dia, per veure l'enorme campament de refugiats i les seves penúries, que els va deixar en xoc. Els seus diaris són les fonts més importants per a totes les narracions modernes de la catàstrofe. Els llibres més recents del foc, de Tinniswood (2003) i Hanson (2001), també es basen en les breus memòries de William Taswell (1651-1682), que era un escolar de catorze anys que anava a l'escola de Westminster el 1666.

## Morts i destrucció
Tradicionalment s'han comptabilitzat molt poques morts a causa de l'incendi. Porter assegura que hi van morir vuit persones i Tinniswood considera que van ser menys de 10 però que possiblement moltes de les morts no es van registrar. A més a les morts per les flames i la inhalació de fum caldria sumar-li aquells que van morir als camps de refugiats. Hanson aborda la idea de les nombroses morts que hi va haver als camps a causa de la fam i la hipotèrmia entre els supervivents de l'incendi "arraulits en barraques o vivint entre les ruïnes que alguna vegada havien estat les seves llars" en els dies d'hivern que van seguir la tragèdia, entre elles el dramaturg James Shirley i la seva esposa. Hanson també comenta que "costa de creure que els únics papistes o estrangers que van ser colpejats fins a la mort o linxats fossin aquells que va rescatar el Duc de York" i que les xifres oficials diuen molt poc de la sort dels pobres i indocumentats i que la calor de l'incendi, molt més gran que la d'una llar de foc, era suficient per consumir els cossos de les víctimes o deixar-ne únicament fragments d'ossos. Les flames no s'alimentaven únicament de fusta i materials de construcció sinó també de substàncies emmagatzemades com petroli, carbó, alcohol o pólvora i va arribar a fondre l'acer i les grans cadenes de ferro que tancaven les portes de la ciutat, podent haver superat els 1500 °C. Tampoc els fragments d'ossos haurien estat de gran interès per la gent que rebuscava entre milers de tones de runa i deixalles després de l'incendi ni pels treballadors que desenrunaven durant la reconstrucció. Apel·lant a "l'experiència de tots els incendis importants de la història" Hansen emfatitza que el foc ataca els habitatges degradats de les classes pobres a una velocitat molt important, atrapant com a mínim "els vells, els nens i els discapacitats" enterrant les cendres dels seus cadàvers sota la runa dels cellers, de manera que el recompte de morts no seria de quatre ni vuit sinó de "diversos centenars i possiblement milers".
La destrucció material es va registrar en 13.500 cases, 87 esglésies parroquials, 44 edificis dels gremis, l'edifici de la Borsa de Londres, la Custom House, la Catedral de Sant Pau, el Palau de Bridewell, la General Post Office i les tres portes occidentals de la City: Ludgate, Newgate i Aldersgate.

## Conseqüències
En un intent de buscar ràpidament algun cap de turc per l'incident, es va acceptar la confessió d'un ingenu rellotger francès anomenat Robert Hubert que va confessar ser un agent del Papa i haver iniciat l'incendi a la Ciutat de Westminster. Més tard va canviar la història per dir que l'havia iniciat al forn de Pudding Lane. Malgrat les contradiccions i els dubtes del testimoni Hubert va ser penjat a Tyburn el 28 de setembre de 1666. Després de la seva mort es va fer evident que no era a la ciutat en el moment d'iniciar-se l'incendi. Les acusacions que els catòlics havien iniciat l'incendi van ser explotades com a propaganda pels detractors de Carles II i els seus intents d'establir llibertat de culte per catòlics i protestants, especialment durant l'anomenat Complot Papista (1678-81) i la Crisi de l'Exclusió del seu germà Jaume d'Anglaterra.

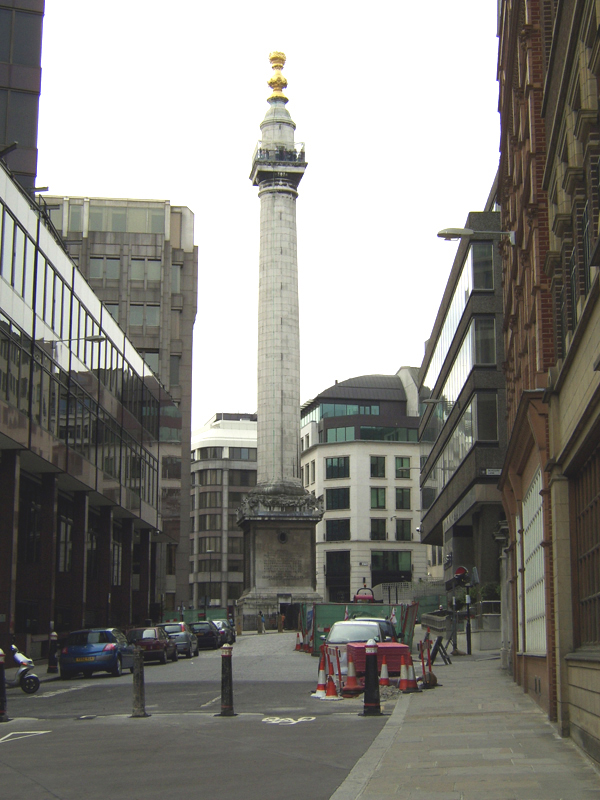
El Monument dissenyat per Christopher Wren prop del lloc on va començar l'incendi.

Als Països Baixos el foc va ser vist com un càstig diví per la batalla de Holmes on els britànics van cremar un poble i una flota neerlandesa durant la Segona guerra Anglo-Holandesa.
Enmig del caos i el desordre posterior a l'incendi, Carles II va témer una rebel·lió i, per aquest motiu, va encoratjar als sense sostre a abandonar Londres i instal·lar-se en altres indrets. Va fer una proclamació instant a "tots els pobles i ciutats, sense cap contradicció, a rebre les esmentades persones en perill i permetre'ls el lliure exercici dels seus oficis". Es va establir un tribunal especial per resoldre les disputes entre inquilins i propietaris sobre qui havia de reconstruir les cases en funció de la solvència de cadascú. El tribunal va escoltar casos entre febrer de 1667 i setembre de 1672. Els casos es resolien normalment en un sol dia, de manera que es van evitar llargues disputes legals que haguessin endarrerit molt la reconstrucció.
La ciutat va ser reconstruïda essencialment amb el traçat de l'antiga, amb algunes millores higièniques i de seguretat. Es van construir carrers més amples, molls més accessibles i oberts al llarg del Tàmesi, sense cases que els obstruïssin, i, el més important, edificis de pedra i ciment en lloc de fusta. Es van crear nous edificis en el mateix lloc dels antics, particularment la Catedral de Sant Pau i una cinquantena d'esglésies.
Per iniciativa reial es va erigir un Monument al Gran incendi de Londres prop de Pudding Lane, dissenyat per Christopher Wren i Robert Hooke. Amb una alçada de 61 metres es coneix simplement com el Monument. Un altre monument, conegut com el Golden Boy de Pye Corner, marca el punt on l'incendi es va aturar. Segons la inscripció el fet que el foc comencés a Pudding Lane i acabés a Pye Corner és una indicació que el foc va ser enviat per Déu com a càstig pel pecat de gola de la City.
Es creu que fins a 80.000 persones, un de cada sis habitants de Londres, van morir durant l'epidèmia coneguda com la Gran plaga de 1665.
Sovint s'esmenta que, donat que després de l'incendi no hi va haver cap altra plaga similar, l'incendi podria haver-hi contribuït, cremant totes les deixalles de les cases, les rates i les puces que transmetien la plaga. Els historiadors discrepen sobre aquest fet i mentre que el Museu de Londres ho dona per fet, l'historiador Roy Porter al·lega que els suburbis, molt més insalubres, van quedar intactes. Altres investigacions epidemiològiques suggereixen que la malaltia va desaparèixer de gairebé qualsevol altra ciutat europea en la mateixa època.
Després del foc, els carrers Queen i King van ser redissenyats, travessant altres carrers més antics de la ciutat, creant una nova ruta entre el Tàmesi i el Guildhall, essent els únics carrers notables després de la destrucció de gran part de la ciutat.